# Hochfrottspitze
La Hochfrottspitze est une montagne qui s'élève à 2 649 m d'altitude dans les Alpes d'Allgäu à la frontière entre l'Autriche et l’Allemagne.